# Temperatura topnienia

Zależność temperatury topnienia lodu od ciśnienia

Temperatura topnienia – temperatura, w której kryształ zamienia się w ciecz. 
Jest to także najwyższa temperatura, przy której może rozpocząć się krystalizacja tej substancji (w rzeczywistości jednak krystalizacja często zachodzi w temperaturze niższej niż temperatura topnienia, a jej wartość zależy od wielu czynników, na przykład ciśnienia, obecności zarodków krystalizacji, szybkości schładzania).